# Aldringen
Aldringen (en français : Audrange, en luxembourgeois : Aalger) est un village de la commune belge de Burg-Reuland situé en Communauté germanophone de Belgique et Région wallonne dans la province de Liège.
Avant la fusion des communes de 1977, Aldringen faisait partie de la commune de Thommen.
Le village compte 307 habitants.

## Situation et description
Dans un environnement de prairies et de bosquets, Aldringen est un petit village assez concentré implanté sur une crête ardennaise. Une colline herbeuse située à l'ouest du village (en direction de Beho) prolonge cette crête et culmine à 536 m d'altitude. Le bois de Lie se trouve au sud de la localité.
Le village se situe entre les localités de Beho (province de Luxembourg), Maldingen, Thommen et Espeler.
L'altitude du village avoisine les 510 m (à l'église).

## Patrimoine
L'église Saint Martin est citée dès 1131. L'édifice actuel date de 1699. Construit en moellons de schiste, il est composé d'une nef de cinq travées et un chevet à trois pans. Derrière le chevet, la sacristie a été ajoutée en 1922 en utilisant le même matériau de construction. L'église possède des fonts baptismaux reposant sur une colonne romaine. Elle est entourée par le cimetière.

## Activités
Aldringen compte une école communale